# 대만흰배쥐
대만흰배쥐(Niviventer coninga)는 쥐과에 속하는 설치류의 일종이다. 대만에서만 발견된다.

## 특징
보통 크기의 설치류로 꼬리 길이 174~262mm를 제외한 몸길이가 140~205mm이다. 발 길이는 30~37mm, 귀 길이는 22~29mm이고 몸무게는 최대 176g이다.

## 생태
땅 위에서 주로 생활하는 육상성 동물이다. 암컷은 한 번에 2~3마리의 새끼를 낳는다.

## 분포 및 서식지
대만의 토착종이다. 해발 2,000m 이하의 울창한 활엽수림에서 서식한다.